# Diskreta värden

Digital representation med diskreta nivåer och tider, av analog signal (grå)

Diskreta värden är värden som är åtskilda från varandra till skillnad från kontinuerliga värden. Heltal, Z, är exempelvis en diskret mängd, medan mängden av reella tal är ett kontinuum. 
Digital elektronik använder diskreta spänningsnivåer, oftast två (binärt), medan analog elektronik i princip använder ett kontinuerligt område för spänningar eller andra storheter, som analog representation av verkligheten. I en digital utrustning måste en verklig storhet diskretiseras, exempelvis med omvandling från analog till 16-bitars digital representation. Vid diskret aritmetik kan information förloras på grund av nödvändig avrundning eller trunkering. I analog elektronik (analog dator) är avrundning inte nödvändig, men noggrannheten begränsas ändå av att man i verkligheten inte kan ha oändligt god precision hos de ingående komponenterna eller helt eliminera temperaturpåverkan. 
Analog elektronik arbetar tidskontinuerligt med storheter medan digital hantering kräver tidsdiskretisering, sampling, med diskreta värden för respektive tidpunkt. Detta sker vid all analog/digital-omvandling eftersom varje typ av omvandling tar en viss tid i anspråk. z-transformerna är utformade för att hantera tidsdiskreta signaler.